# Valtencir
Valtencir Pereira Senra (Juiz de Fora, 11 de novembro de 1946 — Maringá, 17 de setembro de 1978), conhecido apenas por seu primeiro nome, foi um futebolista brasileiro.
Valtencir jogava de lateral-esquerdo. Fez carreira no Botafogo, onde foi quarto jogador que mais atuou pelo clube, com 453 partidas (perdendo apenas para  Nilton Santos, Garrincha e Jefferson), de 1967 a 1976. No clube carioca, venceu o Campeonato Carioca de Futebol em 1967 e 1968 e, neste mesmo ano, foi campeão brasileiro ao vencer a Taça Brasil. Também em 1968, foi agraciado com sua única participação pela Seleção Brasileira, contra a Argentina, em agosto. O Brasil venceu por 4 a 1, com Valtencir marcando um dos gols - Roberto Miranda e Jairzinho, companheiros do lateral no Botafogo, também balançaram as redes.
Com a chegada de Marinho Chagas ao Glorioso, em 1972, Valtencir aprimorou sua habilidade para jogar tanto na lateral-direita quanto na zaga. Logo após deixar o Botafogo, teve uma rápida passagem pelo futebol venezuelano em 1976, antes de voltar ao Brasil para defender o Colorado.

## Morte
No jogo entre sua equipe, o Colorado, e o Grêmio Maringá, Valtencir dividiu uma bola com o meio-campista Nivaldo, da equipe maringaense, quando foi atingido com uma joelhada involuntária e sofreu uma ruptura na coluna cervical. Socorrido às pressas, não resistiu e morreu antes de chegar ao hospital, aos 31 anos. Abalado com a morte do colega de profissão, Nivaldo foi internado em estado de choque na mesma unidade hospitalar.

## Títulos
Botafogo
- Torneio Início do Campeonato Carioca: 1967
- Taça Guanabara: 1967 e 1968
- Campeonato Carioca: 1967, 1968
- Campeonato Brasileiro de Futebol de 1968 (Taça Brasil): 1968
- Torneio Independência do Brasil: 1974